# Championnat d'Aruba de football 2019-2020
Navigation
Édition précédente Édition suivante
La saison 2019-2020 du Championnat d'Aruba de football est la trente-quatrième édition de la Division di Honor, le championnat de première division à Aruba. Les dix meilleures équipes de l'île sont regroupées au sein d’une poule unique où elles s’affrontent au cours de plusieurs phases, avec des qualifications successives, jusqu'à la finale nationale. En fin de saison, le dernier du classement est relégué tandis que les huitième et neuvième doivent prendre part à une poule de promotion-relégation.
Le SV Racing Club Aruba remet son titre en jeu. Cependant, le 13 mars 2020, le championnat est suspendu avant d'être abandonné le 17 juin, aucun titre n'étant décerné tandis que les promotions-relégations sont annulées pour cette édition.

## Les équipes participantes
| \| Oranjestad : Dakota RC Aruba Noord : Nacional United Aruba Oranjestad Noord Caravel Britannia Bubali Brazil Juniors La Fama Estrella \| Localisation des équipes engagées. |
| Oranjestad : Dakota RC Aruba Noord : Nacional United Aruba Oranjestad Noord Caravel Britannia Bubali Brazil Juniors La Fama Estrella                                          |

| Club                     | Classement 2018-2019       | Ville       | Stade                            |
| ------------------------ | -------------------------- | ----------- | -------------------------------- |
| SV Racing Club Aruba     | Champion                   | Oranjestad  | Stade Trinidad                   |
| SV Deportivo Nacional    | Finaliste                  | Noord       | Veld Sports Complex              |
| SV Dakota                | 3e (Calle 4)               | Oranjestad  | Stade Trinidad                   |
| SV Estrella              | 4e (Calle 4)               | Papilon     | Stade Trinidad                   |
| SV Britannia             | 5e                         | Piedra Plat | Piedra Plat Entertainment Center |
| SV Bubali                | 6e                         | Noord       | Veld Sports Complex              |
| SV Brazil Juniors        | 7e                         | Savaneta    | Brasil Sports Center             |
| SV La Fama               | 8e                         | Savaneta    | Savaneta Turf Field              |
| SV Independiente Caravel | Champion de Division Uno   | Angochi     |                                  |
| SV United Aruba          | Vainqueur du barrage D1/D2 | Noord       | Compleho Deportivo Frans Figaroa |

Légende des couleurs
- Champion et qualifié pour le Caribbean Club Shield 2020
- Promu de Division Uno

## Compétition
Le barème utilisé pour établir le classement est le suivant :
- Victoire : 3 points
- Match nul : 1 point
- Défaite : 0 point

### Saison régulière
| Rang | Équipe                     | Pts | J  | G  | N | P  | Bp | Bc | Diff |
| ---- | -------------------------- | --- | -- | -- | - | -- | -- | -- | ---- |
| 1    | SV Racing Club Aruba T C   | 31  | 11 | 10 | 1 | 0  | 23 | 1  | +22  |
| 2    | SV Dakota                  | 28  | 11 | 9  | 1 | 1  | 32 | 10 | +22  |
| 3    | SV Deportivo Nacional      | 18  | 11 | 5  | 3 | 3  | 42 | 13 | +29  |
| 4    | SV Bubali                  | 15  | 11 | 4  | 3 | 4  | 24 | 21 | +3   |
| 5    | SV Estrella                | 15  | 11 | 4  | 3 | 4  | 22 | 20 | +2   |
| 6    | SV Independiente Caravel P | 13  | 11 | 4  | 1 | 6  | 15 | 21 | -6   |
| 7    | SV Brazil Juniors          | 13  | 11 | 4  | 1 | 6  | 24 | 37 | -13  |
| 8    | SV Britannia               | 12  | 11 | 3  | 3 | 5  | 19 | 20 | -1   |
| 9    | SV La Fama                 | 11  | 11 | 3  | 2 | 6  | 22 | 21 | +1   |
| 10   | SV United Aruba P          | 0   | 11 | 0  | 0 | 11 | 7  | 66 | -59  |

|  | Qualification pour le Calle 4                                                   |
|  | Barrage de promotion-relégation                                                 |
|  | Relégation en Division Uno                                                      |
|  | T : Tenant du titre C : Vainqueur de la Coupe d'Aruba P : Promu de Division Uno |

## Bilan de la saison
| Championnat d'Aruba de football 2019-2020 |                      |
| Champion                                  | Titre non décerné    |
| Coupes et trophées                        |                      |
| Vainqueur de la Coupe d'Aruba 2019-2020   | SV Racing Club Aruba |
| Qualifications continentales              |                      |
| Caribbean Club Shield 2021                | SV Racing Club Aruba |
| Promotions et relégations                 |                      |
| Promus en Division di Honor               | Pas de promotion     |
| Relégués en Division Uno                  | Pas de relégation    |